# Следобедна любов (филм, 1972)
„Следобедна любов“ (на френски: L'Amour l'après-midi) е френски филм от 1972 година, драма на режисьора Ерик Ромер по негов собствен сценарий.
В центъра на сюжета е мъж със съпруга и малко дете, който започва продължителен флирт със своя някогашна позната, но прекратява връзката си с нея, когато тя решава да има дете от него. Главните роли се изпълняват от Бернар Верле, Зузу, Франсоаз Верле.
„Следобедна любов“ е шестата и последна част от цикъла филми на Ромер, наричан „Нравоучителни приказки“.